# Kinderkrankenhaus Vilnius

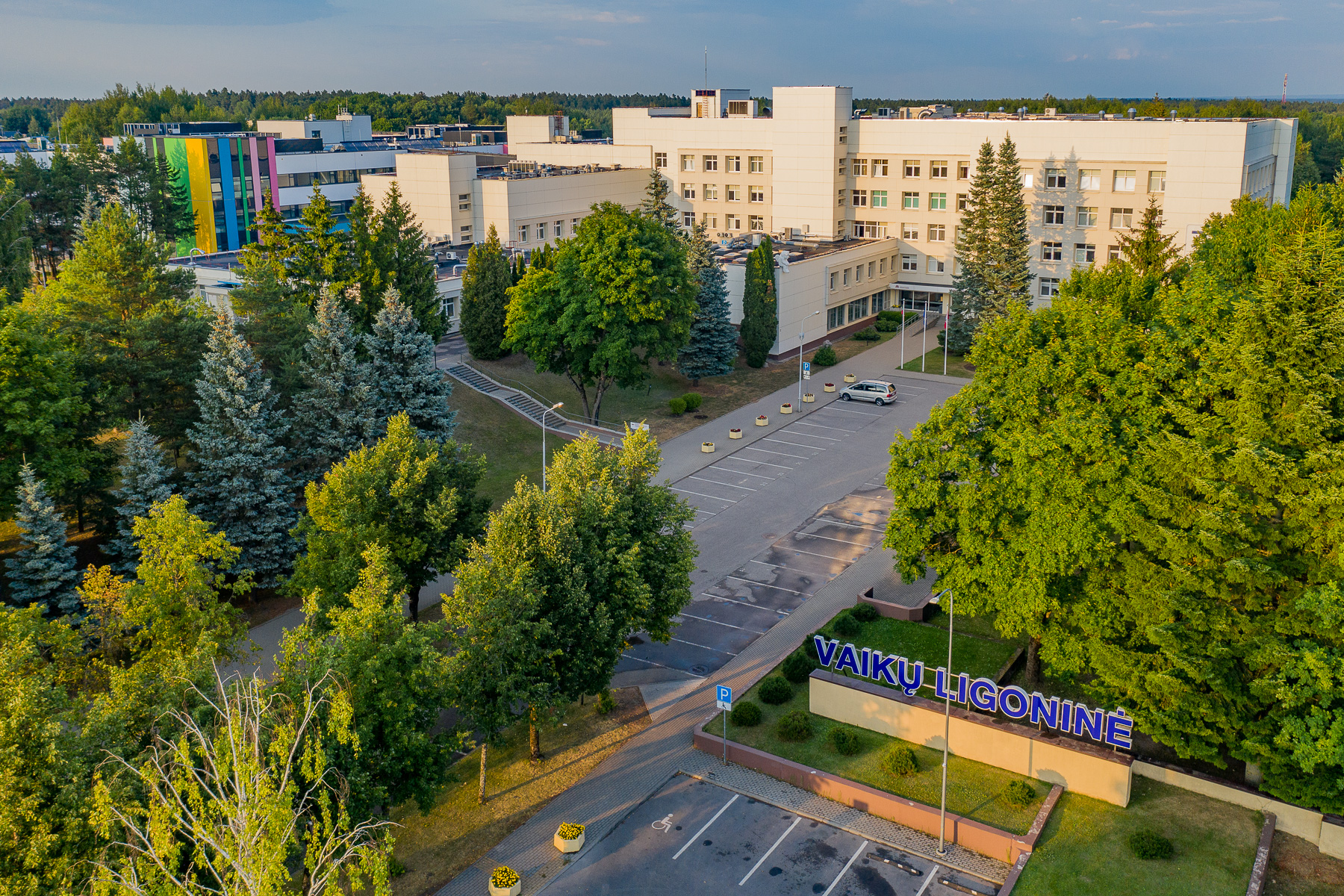
Klinik, 2023

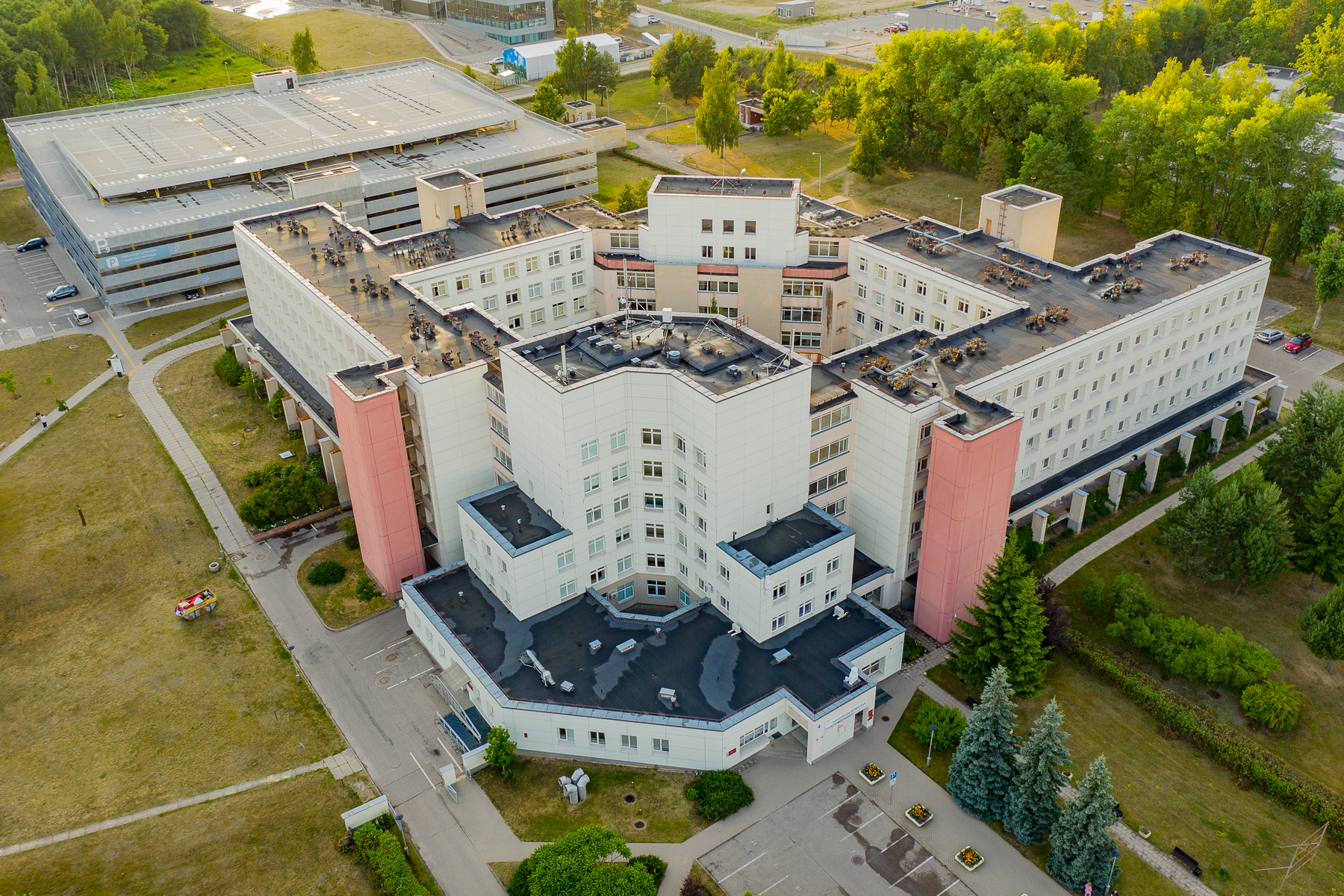
Klinik, 2023

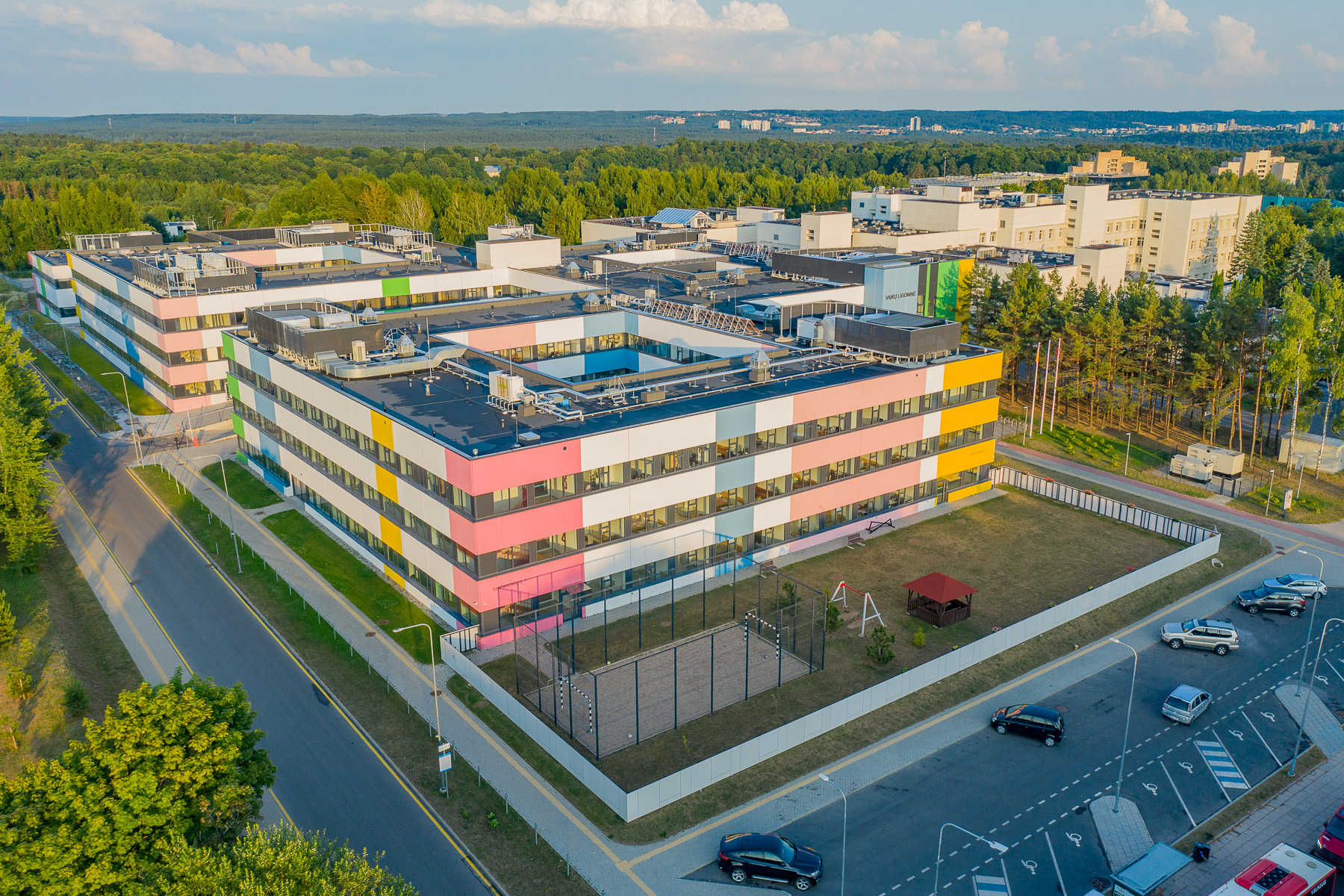
Beratungspoliklinik, 2023

Das Kinderkrankenhaus Vilnius (lit. Vaikų ligoninė, Viešosios įstaigos Vilniaus universiteto ligoninės Santariškių klinikų filialas) ist ein Kinderkrankenhaus in Vilnius, der Hauptstadt Litauens.  Nach Rechtsform ist es Viešoji įstaiga, 'öffentliche Anstalt'. Es ist eine Filiale von Santariškių klinikos. Es gibt 1608 Mitarbeiter (2013).

## Struktur
- Kinder-Beratungsklinik
- Kinder-Onkohämatologie-Zentrum
- Pädiatrisches Zentrum
- Pädiatrisches Zentrum für Pneumologie und Allergologie
- Zentrum für Kinder-Orthopädie und Traumatologie
- Zentrum für Kinderchirurgie
- Zentrum für Neonatologie
- Zentrum für Pädiatrische Intensivmedizin und Anästhesie
- Zentrum für Kinderentwicklung
- Zentrum für Physikalische Medizin und Rehabilitation

## Leitung
- Direktor: Juozas Raistenskis (* 1953)

## Mitarbeiter
- Nijolė Drazdienė, Neonatologin, Professorin
- Augustina Jankauskienė, Nefrologin, Professorin
- Dainius Pūras (* 1958), Kinder- und Jugendpsychiater, Professor, Politiker von Vilnius
- Vytautas Usonis, Pädiater, Professor

Ehemalige
- Danguolė Jankauskienė (* 1959), Kinderchirurgin, Professorin und  Politikerin, Vizeministerin der Gesundheit
- Algimantas Juocevičius (1944–2015), Kommunalbeamter und Politiker, Vizeminister für Innen